# Ernest Moreau de Melen
Pour les articles homonymes, voir Melen (homonymie).
Ernest Moreau de Melen est un footballeur belge né en 1879 et mort en 1968.
Il a joué un match de démonstration de football Association avec l'équipe de l'Université de Bruxelles dans le cadre de l'Exposition universelle de 1900 et en marge des Jeux Olympiques: le 23 octobre au vélodrome de Vincennes, il perd la rencontre 6 à 2 contre le Club français. Plus tard, le CIO, dans le but de légitimer la discipline comme sport olympique attribuera la médaille de bronze aux universitaires belges.
Défenseur au FC Liégeois, Ernest Moreau de Melen joue un match amical le 7 mai 1905 à Bruxelles, contre la France. Véritable match international cette fois, la rencontre terminée par une victoire 7 à 0 sur les français est l'unique sélection du joueur.

## Palmarès
- International belge le 7 mai 1905: Belgique-France, 7-0 (match amical)
- Médaille de Bronze aux Jeux olympiques de 1900 avec l'Université de Bruxelles (match de démonstration perdu contre le Club français)